# Daisy Acosta
Daisy Acosta es una neuropsiquiatra,  psiquiatra geriátrica y psiquiatría forense dominicana. Acosta es la presidenta de la Asociación Mundial de Alzheimer. Es la Vicepresidenta del Colegio Dominicano de Neuropsico-Farmacología y es la Vicepresidenta de la Sociedad Dominicana de Psiquiatría

## Trayectoria
En 1977 se graduó como médica en la Universidad Nacional Pedro Henríquez Ureña (UNPHU). Acosta es investigadora principal del Grupo de Investigación de Demencia 10/66 en el Centro Dominicano. También es profesora de Psicogeriatría en la Universidad Nacional Pedro Henríquez Ureña. Entre 1980 y 1984, realizó su especialidad en Psiquiatría en el  Saint Francis General Hospital, en la ciudad de Pittsburgh, Pennsylvania, Estados Unidos. Fue Jefa de la Unidad psiquiátrica de varones en el Woodville State Hospital, que cerró en 1992, y también trabajó en el Buttler Community Mental Health Centre, Fairfield, Ohio, Estados Unidos.
En 1987, regresó a República Dominicana. Es docente en el Global mental Health. Acosta es miembro fundador de la  Asociación Dominicana de Alzheimer (ADA). Como docente, es profesora de la cátedra de Geriatría y Psicogeriatría de la Universidad Nacional Pedro Henríquez Ureña en República Dominicana.
Ha escrito varios libros sobre la demencia, entre ellos, «La enfermedad de alzheimer: diagnóstico y tratamiento. Una perspectiva latinoamericana», en colaboración con Luis Ignacio Brusco. Además es autora de numerosos artículos científicos publicados en revistas internacionales y se dedica a la divulgación del tema en los medios.